# Meggyes Tamás
Meggyes Tamás (Budapest, 1967. március 7. –) magyar országgyűlési képviselő, Esztergom polgármestere 1999–2010 között, valamint az Ister-Granum Eurorégió elnöke volt.

## Politikai pályája
1985-ben érettségizett az esztergomi Dobó Katalin Gimnáziumban. Érettségi után több felsőoktatási intézményben és több szakon is tanult (építőmérnöki kar, jogi egyetem, politológia). 2010-ben abszolutóriumot szerzett a Kodolányi János Főiskola nemzetközi kapcsolatok szakán. A rendszerváltáskor már tagja volt a Fidesznek. A rendszerváltás után vendéglátó egységek és popcorn-készítő gépek tulajdonosa volt. 1990 óta tagja a képviselő-testületnek. 1998-ban szimbolikusan hajléktalanként jelentkezett be szavazni, mert az akkori városnak nem kívánt adófizető polgára lenni.
Az 1998-as helyhatósági választásokat követően Esztergom alpolgármesterévé nevezték ki. 1999. november 9-én ügyvezető polgármester lett, miután dr. Könözsy László addigi polgármester lemondott. Ezt követően 2000. március 27-én a Könözsy helyére kiírt időközi választáson polgármesternek választották. 2002-ben ismételni tudott, ekkor a szavazatok 54,79%-át szerezte meg a helyhatósági választásokon, és a megyei közgyűlésbe is bekerült Fidesz-MDF közös jelöltként.
2005. május 9-én megválasztották az Esztergom és Nyergesújfalu Kistérségi Területfejlesztési Tanács elnökének. A 2006-os országgyűlési választáson Komárom-Esztergom megye 5-ös számú választókörzetében indult, de alul maradt dr. Tittmann Jánossal, Dorog polgármesterével szemben, listás helyről viszont bejutott a Parlamentbe, ahol az Önkormányzati és Területfejlesztési Bizottság tagja lett. 2006-ban a helyhatósági választásokon harmadszor is polgármesternek választották 60,58%-kal.
2007 szeptemberében több százan tüntettek a polgármester ellen a Szent István Gimnázium igazgatójának vitatott leváltása miatt. A tüntetők áthúzott meggyet ábrázoló táblákkal a Széchenyi térre vonultak ki. Felszólaltak az ellen, hogy a 320 éves iskolának el kellett hagynia korábbi vízivárosi épületét és Esztergom-Kertvárosba kellett költöznie, illetve, hogy a tanévet sem tudták időben elkezdeni az új épületben. Ezt követően újabb demonstrációkat tartottak a városban a Mária Valéria híd forgalmát levezető Lőrinc utca és a Bottyán híd egyirányúsítása ellen. A tüntetésen Meggyes is megjelent, és kiállt a döntés mellett. Az intézkedést ellenzők helyi népszavazási kezdeményezést is indítottak, de mire a népszavazást megtartották 2008-ban, a forgalmi rendet újra módosította az önkormányzat.
2008 márciusában a polgármester népszavazást indított a város gazdasági programjáról, amit egyúttal bizalmi szavazásnak is nevezett az ő munkájával kapcsolatban. A referendumon az igen szavazatok nyertek.
A 2010-es országgyűlési választáson ismét a Komárom-Esztergom megyei ötös számú egyéni választókerületben indult, amit ezúttal megnyert. Az új parlamentben a Nemzetbiztonsági bizottság tagja lett.
Indult a 2010-es önkormányzati választáson mint a Fidesz-KDNP esztergomi polgármesterjelöltje, azonban a független Tétényi Évától súlyos vereséget szenvedett.

## Magánélete
Házas, öt gyermek édesapja.
2008. április 8-án a hajnali órákban felgyújtották Búbánatvölgyön épülő házát, valamint az otthona előtt parkoló szolgálati autóját. A kigyulladt autót maga Meggyes oltotta el, de azt a tűzoltóktól tudta meg, hogy a ház is ég. A kiégett szolgálati jármű helyett a Magyar Suzuki egy SX4 típusú autót adott át a polgármesternek. A Nemzeti Nyomozó Iroda júniusban elfogta a gyújtogatókat és a felbujtással vádolt esztergomi vállalkozót. A NNyI által közzétett hivatalos tájékoztatás szerint a polgármester hivatali munkájával és döntéseivel összefüggésben történt a gyújtogatás. 2009 márciusában az ügyészség nyolc ember ellen emelt vádat.
2009 júniusában egy interjú jelent meg feleségével, Kui Rózsával, aki beszámol, hogy Meggyes többször bántalmazta az évek alatt. Ezzel párhuzamosan nyilvánosságra került egy 1999-es orvosi látlelet és egy rendőrségi jegyzőkönyv 2004-ből. Az ügy nagy média nyilvánosságot kapott. A polgármester egy tv műsorban politikai indíttatású támadásnak minősítette az esetet. A pár – Meggyes 2008-as vagyonnyilatkozata szerint – augusztus óta külön él.

## Polgármestersége alatt megvalósult nagyobb beruházások
- A Mária Valéria híd újjáépítése (Magyar és szlovák közös állami beruházás EU-támogatással)
- Az Aquasziget nevű élményfürdő felépítése a Prímás-szigeten (Széchenyi Terv)
- A Széchenyi tér felújítása, átépítése (nagyrészt EU-forrásból)
- Az Ószeminárium és a Sötétkapu felújítása (egyházi beruházás)
- A várost tehermentesítő útszakasz, a „Bánomi áttörés” megépítése

## Lásd még
- Esztergom polgármestereinek és tanácselnökeinek listája